# ドント・エクスプレイン
「ドント・エクスプレイン」（Don't Explain）は、ジャズ・シンガーのビリー・ホリデイと、アーサー・ハーツォグ・ジュニアが1944年に書いた楽曲。1946年にデッカ・レコードから78回転シングルで発売された。B面は「What Is This Thing Called Love?」。
多くのジャズ・ミュージシャンによってカバーされているほか、ジャック・ケルアックの小説『路上』の2012年の映画化作品『オン・ザ・ロード』（ウォルター・サレス監督）などでも歌われている。

## 概要
夫ジミー・モンローが服の襟に口紅をつけて家に帰ってき、詰問したらベラベラ言い訳し始めたのにウンザリして書いた曲だと、ビリーの自伝にある。ただし、この自伝にはゴーストライターの手がかなり入っているとされる。

## レコーディング・セッション
セッション＃52：ニューヨーク、1944年11月8日、デッカ、
トゥーツ・カマラータとラス・ケース（トランペット）、ジャック・クレッシー（アルトサックス）、ラリー・ソービニヨンとデイヴ・ハリス（テナーサックス）、デイヴ・ボウマン（と彼のオーケストラ、ピアノ）、カール・クレス（ギター）、ヘイグ・スティーヴンス（ベース）、ジョージ・ウェットリング（ドラム）、ビリー・ホリデイ（ボ ーカル）

## 注目すべきカバー・バージョン
- ヘレン・メリル（1954年）
- ジョージ・シアリング（1956年）
- マル・ウォルドロン（1957年）
- アビー・リンカーン（1957年）
- チャーリー・バード（1958年）
- ウェス・モンゴメリー（1959年）
- アニタ・オデイ（1961年）
- ダイナ・ワシントン（1961年）
- デクスター・ゴードン（1962年）
- ニーナ・シモン（1964年）
- カーメン・マクレエ（1965年）
- ルー・ロウルズ（1966年）
- ダイアナ・ロス（1972年）
- グローバー・ワシントン・ジュニア（1973年）
- ローズマリー・クルーニー（1978年）
- ニッキーサドン & ローランド・S・ハワード（1987年）
- ドス（1989年）
- ロバート・パーマー（1990年）
- ドゥシャン・プレレヴィッチ（1991年）
- エルキー・ブルックス（1993年）
- ナタリー・コール（1993年）
- ミキ・ハワード（1993年）
- ダイアナ・ロス（1993年）
- エタ・ジェイムス（1994年）
- レジーナ・カーター（1995年）
- ダコタ・ステイトン（1996年）
- ヴァネッサ・ダウ（1996年）
- サラ・ヴォーン（2001年）
- アンジェラ・マクラスキー（2002年）
- リタ・ライス（2004年）
- モリー・ジョンソン（2004年）
- ハービー・ハンコック with ダミアン・ライス & リサ・ハニガン（2005年）
- リサ・スタンスフィールド（2005年）
- ニーナ・フリーロン（2007年）
- キャット・パワー（2008年）
- オリータ・アダムス（2009年）
- ディー・ディー・ブリッジウォーター（2010年）
- ベス・ハート & ジョー・ボナマッサ（2011年）[4]

## 参照
1. ↑  Jacobs, Dick & Harriet. Who Wrote That Song?, Writers Digest Books (1994), page 57 - ISBN 0-89879-639-3
2. ↑  Alagna, Magdalena. Billie Holiday, The Rosen Publishing
Group (2003), page 61 - ISBN 0-8239-3640-6
3. ↑  Billie Holiday Songs Archived 2011年9月10日, at the Wayback Machine.
4. ↑  All Music: Don't Explain Artist List Archived 2010年12月15日, at the Wayback Machine.